# Caja Granada
Caja Granada és una caixa d'estalvis andalusa amb seu a Granada. Forma part del nou Grup Banc Mare Nostrum (Cajamurcia, Caixa Penedès, Caja Granada i Sa Nostra), fusió realitzada mitjançant el Sistema Institucional de Protecció (SIP).